# Шамякін Іван Петрович
Іван Петрович Шамякін (біл. Іван Пятровіч Шамякін; 1921—2004) — білоруський письменник, сценарист і драматург, громадський діяч.
Герой Соціалістичної Праці (1981). Академік Національної академії наук Білорусі (1994).

## Біографія
Народився 30 січня 1921 року в селі Корма Гомельського повіту Гомельської губернії (нині Добрушського району Гомельської області Білорусі) в селянській родині. Дочка — Т. І. Шамякіна.
У 1936 році закінчив сім класів Маківської школи, продовжив навчання в Гомельському технікумі будівельних матеріалів (1936-1940). Після закінчення технікуму працював техніком-технологом цегельного заводу в Білостоці. Ще в технікумі почав писати вірші, брав участь в засіданнях літературного об'єднання при газеті «Гомельська правда».
У 1940 році був призваний до армії, проходив службу в Мурманську в зенітно-артилерійській частині. Його підрозділ у 1944 був передислокований до Польщі. Іван Шамякін брав участь у Вісло-Одерської операції і в Берлінській наступальній операції в складі прожекторної роти 16.04.1945. Командир гарматного розрахунку, комсорг дивізіону.
Після демобілізації в жовтні 1945 року працював до 1947 року викладачем мови і літератури неповної середньої школи в селі Прокопівка Терехівського району. У 1946 році вступив на заочне відділення Гомельського педагогічного інституту.
У грудні 1945 року брав участь в роботі першого післявоєнного пленуму правління Спілки письменників Білорусі.
Вдень працюючи в школі, вечорами проводив семінари агітаторів у колгоспі. Збирав матеріал для роману про білоруських партизанів «Глибока течія» (біл. «Глыбокая плынь»). Роман вийшов у 1949 році, у 2005 році був екранізований.
Працював старшим редактором Білоруського державного видавництва. З 1954 року багато років працював заступником Голови правління Спілки Письменників. У 1963 році входив до складу білоруської делегації на XVIII сесії Генеральної Асамблеї ООН.
Головний редактор видавництва «Білоруська радянська енциклопедія» (1980—1992).

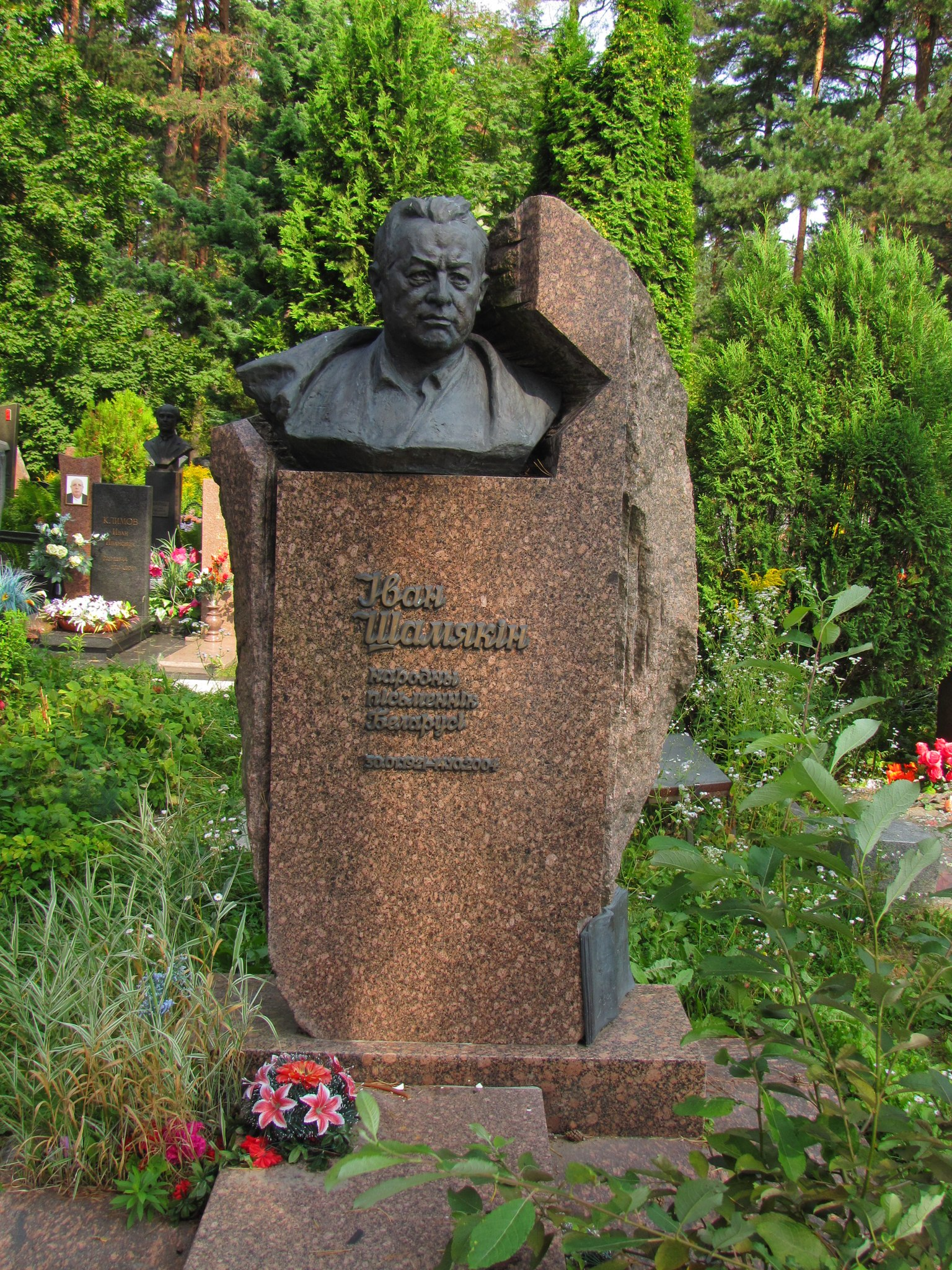
Могила Шамякіна на Східному кладовищі Мінська.

Помер 14 жовтня 2004 року в Мінську. Похований на Східному кладовищі.

## Творчість
У 1944 році написав оповідання білоруською мовою «У сніговій пустелі» (біл. «У снежнай пустыні») (опублікований у 1946 році). Першим великим твором Івана Шамякіна була повість «Помста», опублікована у 1949 році в білоруському журналі «Полымя».
У 1957 році з'являється роман про життя сільської інтелігенції під назвою «Криниці» (біл. «Крыніцы»), який екранізував режисер Йосип Шульман на кіностудії Білорусьфільм (1964).
З'являється цикл із п'яти повістей, об'єднаних загальною назвою «Тривожне щастя» (біл. «Трывожнае шчасце»). Популярними стають романи І. Шамякіна «Серце на долоні» (біл. «Сэрца на далоні») (1964), «Снігові зими» (біл. «Снежныя зімы») (1968), «Атланти і каріатиди» (біл. «Атланты і карыятыды») (1974), присвячені проблемам сучасного життя. У 1981 році написаний роман «Петроград — Брест», у 1986 році — автобіографічна книга «Коріння й гілки» (1986).

## Пам'ять

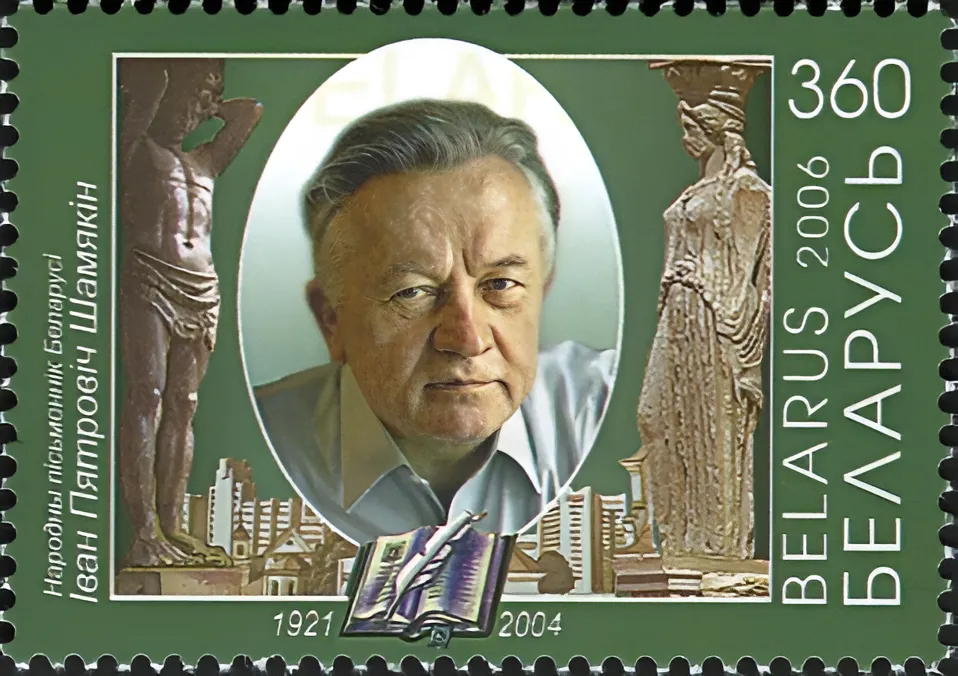
Поштова марка Республіки Білорусь. 2006 рік

- На честь І. Шамякіна названий Мозирський державний педагогічний університет.
- У Мінську на фасаді будинку № 11 по вулиці Янки Купали, у якому письменник прожив з 1969 по 2004 рік, встановлено меморіальну дошку.
- Іменем І. Шамякіна названа одна з вулиць у мікрорайоні «Сухарева-4» міста Мінська.
- У 2006 році в селі Корма Добрушського району встановлено бюст І. Шамякіна (скульптор Дмитро Попов).
- Про І. Шамякіна зняті документальні фільми «Поки є сила» (1979, режисер Д. Міхлеев), «Миттєвості життя» (2000, режисер В. Цеслюк, Білоруський відеоцентр).

## Нагороди та звання
- Герой Соціалістичної Праці (29.01.1981)
- три ордени Трудового Червоного Прапора (25.02.1955; 28.10.1967; 29.01.1971)
- орден «Знак Пошани» (30.12.1948)
- орден Дружби народів (14.05.1991)
- орден Вітчизни (Білорусь) III ступеня (2001)
- медаль «За бойові заслуги»
- медаль «За взяття Берліна»
- медаль Франциска Скорини
- Літературна премія імені Якуба Коласа (1959)
- Державна премія імені Якуба Коласа (1968) — за роман «Серце на долоні» (1963)
- Державна Премія в галузі ткатрального мистецтва, кінематографії, радіо та телебачення (1982) за кінофільм «Візьму твій біль»
- академік Національної академії наук Білорусі (1994).

## Екранізації
- 1964 — Криниці (за мотивами роману «Криниці») (реж. Йосип Шульман, «Білорусьфільм»).
- 1964 — Серце на долоні (за мотивами роману «Серце на долоні») (реж. Віктор КАРПИЛОВ, " Білоруське телебачення ").
- 1973 — Хліб пахне порохом (за мотивами повісті «Ешелон в Німеччину») (реж. В'ячеслав Нікіфоров, " Білорусьфільм ").
- 1978 — Торговка і поет (екранізація повісті «Торговка і поет») (реж. Самсон Самсонов, «Мосфільм»).
- 1980 — Атланти і каріатиди (екранізація роману «Атланти і каріатиди») (реж. Олександр Гутковіч , 8 серій, " Белтелефільм ").
- 1980 — Візьму твій біль (за мотивами роману «Візьму твій біль») (реж. Михайло Пташук, " Білорусьфільм «).
- 1980 — Весільна ніч (за мотивами повісті „Шлюбна ніч“) (реж. Олександр Карпов, „ Білорусьфільм“).
- 1994 — Епілог (за мотивами повістей І. Шамякіна) (реж. Ігор Добролюбов, „ Білорусьфільм“).
- 2005 — Глибока течія (за мотивами романів „Снігові зими“ і „Глибока течія“) (реж. Маргарита Касимова і Іван Павлов, УП „Національна кіностудія Білорусьфільм“»)[5].